# Robert William Hamilton
Sir Robert William Hamilton (* 26. August 1867 in London; † 15. Juli 1944) war ein schottischer Politiker der Liberal Party.

## Leben
Hamilton trat 1895 in den kolonialen Militärdienst ein. Der ausgebildete Jurist war zwischen 1905 und 1920 vorsitzender Richter des Kolonialgerichts von Britisch-Ostafrika. 1918 wurde er zum Knight Bachelor geschlagen.

## Politischer Werdegang
Erstmals trat Hamilton bei den Unterhauswahlen 1922 auf politischer Ebene in Erscheinung. Er kandidierte für die Liberal Party im Wahlkreis Orkney and Shetland und trat damit gegen den nationalliberalen Malcolm Smith an, welcher die Nachwahlen im Wahlkreis im vorangegangenen Jahr ohne Gegenkandidat für sich entscheiden konnte. Mit 4814 Stimmen, was einem Stimmanteil von 53,5 % entsprach, setzte er sich gegen Smith durch und zog in der Folge erstmals ins britische Unterhaus ein. Mit leichten Stimmgewinnen setzte sich Hamilton bei den Wahlen 1923 gegen den Unionisten Bob Boothby durch. Bei den Unterhauswahlen 1924 und 1931 verteidigte er sein Mandat ohne Gegenkandidaten. Bei den Unterhauswahlen 1929 gewann Hamilton gegen den Unionisten Basil Neven-Spence. Als dieser bei den Wahlen 1935 abermals gegen Hamilton antrat, konnte er die Stimmmehrheit erlangen und Hamilton schied aus dem britischen Unterhaus aus. Zwischen 1931 und 1932 nahm Hamilton die Position eines Unterstaatssekretärs für die Kolonien ein. Des Weiteren war er 1934 Whip der Libralenfraktion im Parlament.